# مسير حار
مسّير حار أو المصير هو نوع من أنواع الصوص الحار أو المخللات الحارة يصنع محلياً في ليبيا ويقدم مع الوجبات التقليدية والمناسبات. كما أنه شائع الاستخدام في المطبخ التقليدي لدى اليهود الليبيين.
يحضر من قطع كاملة من الفلفل الأخضر الحار مضافاً إليه الماء والثوم المسحوق والملح والكروياء وعصير الليمون ويتم تخليله لفترة من الزمن.
يتم تقديمه كتوابل أو من مكونات بعض الأطباق كالسلاطات واللحوم والأسماك.